# نایجل د برولیر
نایجل د برولیر (انگلیسی: Nigel De Brulier؛ زاده ۸ اوت ۱۸۷۷ – درگذشته ۳۰ ژانویه ۱۹۴۸) با نام اصلی فرانسیس جورج پاکر، هنرپیشه بریتانیایی بود که به‌خاطر نقش‌آفرینی‌هایش در سینمای صامت و فیلم‌های تاریخی هالیوود در اوایل قرن بیستم شهرت یافت. او با حضور در آثاری چون «گوژپشت نتردام»، «بن هور» و «سه تفنگدار» به یکی از چهره‌های برجسته سینمای صامت تبدیل شد. د برولیر به دلیل توانایی‌اش در ایفای نقش‌های پیچیده، از جمله شخصیت‌های روحانی، اشرافی یا شرور، شناخته می‌شود.

## زندگی‌نامه
نایجل د برولیر در ۸ اوت ۱۸۷۷ در شهر بریستول، انگلستان، با نام اصلی فرانسیس جورج پاکر به دنیا آمد. اطلاعات محدودی دربارهٔ کودکی و تحصیلات او در دسترس است، اما او در اوایل قرن بیستم به ایالات متحده آمریکا مهاجرت کرد تا حرفه بازیگری را دنبال کند. د برولیر در دوران اوج سینمای صامت به هالیوود پیوست و به دلیل ظاهر متمایز، چشمان نافذ و مهارت در انتقال احساسات بدون دیالوگ، به سرعت مورد توجه قرار گرفت.
او فعالیت حرفه‌ای خود را در سال ۱۹۱۴ آغاز کرد و در طول سه دهه در بیش از ۸۰ فیلم ظاهر شد. د برولیر اغلب نقش‌هایی با عمق عاطفی یا اقتدار، مانند کشیش‌ها، اشراف‌زادگان یا شخصیت‌های شرور، ایفا می‌کرد. او در ۳۰ ژانویه ۱۹۴۸ در لس آنجلس، کالیفرنیا درگذشت.

## حرفه بازیگری
د برولیر یکی از پرکارترین بازیگران سینمای صامت بود و در ژانرهای مختلف، از درام‌های تاریخی تا ماجراجویی و فانتزی، نقش‌آفرینی کرد. او با کارگردانان برجسته‌ای مانند والاس ورسلی و فرد نیبلو همکاری داشت. برخی از نقش‌های برجسته او عبارتند از:
- گوژپشت نتردام (۱۹۲۳): نقش کلود فرولو، کشیش شرور و وسواسی، که در کنار لون چنی به یکی از نقاط قوت فیلم تبدیل شد.
- بن هور (۱۹۲۵): نقش سایمونیدس در این حماسه تاریخی، که از شاهکارهای سینمای صامت محسوب می‌شود.
- سه تفنگدار (۱۹۲۱): نقش کاردینال ریشلیو، یکی از به‌یادماندنی‌ترین نقش‌های شرور او.
با ظهور سینمای ناطق، د برولیر به بازی در فیلم‌هایی مانند «ماری آنتوانت» و «درنده باسکرویل» ادامه داد، اما شهرت اصلی او به خاطر نقش‌هایش در سینمای صامت است. او تا سال ۱۹۴۳ به فعالیت خود ادامه داد.

## سبک بازیگری
د برولیر به دلیل مهارت در استفاده از زبان بدن و حالات چهره برای انتقال احساسات عمیق، به‌ویژه در سینمای صامت، مورد تحسین قرار گرفت. ظاهر متمایز او، با پیشانی بلند و چشمان عمیق، او را برای نقش‌های روحانی، اشرافی یا شرور مناسب می‌ساخت. او توانایی داشت تا با کمترین ابزار، شخصیت‌هایی چندلایه و به‌یادماندنی خلق کند.

## فیلم‌شناسی منتخب
- نقاب آهنین (۱۹۲۹)
- سان فرانسیسکو (۱۹۳۶)
- زنوبیا (۱۹۳۹)
- گوژپشت نتردام (۱۹۲۳)
- بن هور (۱۹۲۵)
- راسپوتین و امپراتریس (۱۹۳۲)
- الهه سبز (۱۹۳۰)
- داستان عاشقانه تارزان (۱۹۳۸)
- مردی با نقاب آهنین (۱۹۳۹)
- همسران احمق (۱۹۳۱)
- برج لندن (۱۹۳۹)
- درنده باسکرویل (۱۹۳۹)
- سه تفنگدار (۱۹۲۱)
- چهار سوار سرنوشت (۱۹۲۱)
- موبی‌دیک (۱۹۳۰)
- زنده‌باد ویا! (۱۹۴۱)
- ماری آنتوانت (۱۹۳۸)
- بهترین دختر من (۱۹۴۰)
- خانه عروسک (۱۹۲۲)
- سالومه (۱۹۲۳)
- سه تفنگدار (۱۹۳۵)
- دن خوان (۱۹۲۶)
- کشتی نوح (۱۹۲۸)
- پسر هند (۱۹۳۱)
- نفاق (۱۹۱۵)
- صحرا (۱۹۱۹)

## زندگی شخصی
اطلاعات کمی دربارهٔ زندگی شخصی نایجل د برولیر در دسترس است. او زندگی خصوصی خود را از توجه عمومی دور نگه داشت و بیشتر تمرکز خود را بر حرفه بازیگری گذاشت. پس از مهاجرت به آمریکا، در لس آنجلس اقامت گزید و تا پایان عمر در همان‌جا زندگی کرد.

## میراث
نایجل د برولیر به‌عنوان یکی از پیشگامان سینمای صامت، نقش مهمی در شکل‌گیری تاریخ سینمای هالیوود ایفا کرد. نقش‌آفرینی‌های او در فیلم‌های کلاسیک مانند «گوژپشت نتردام» و «بن هور» همچنان مورد تحسین قرار می‌گیرد. اگرچه با ظهور سینمای ناطق، حضور او در فیلم‌ها کاهش یافت، اما آثارش به‌عنوان بخشی از میراث سینمای کلاسیک باقی مانده‌اند.